# عبدالغنی برادر
ملا عبدالغنی برادر آخُند (زادهٔ ۱۹۶۸ میلادی) از مؤسسان گروه طالبان است که هم‌اکنون ریاست دفتر سیاسی و معاونت سیاسی امارت اسلامی افغانستان را برعهده دارد. برادر در کابینه اعلام شده طالبان به حیث معاون رئیس‌الوزرا اعلام شده است.

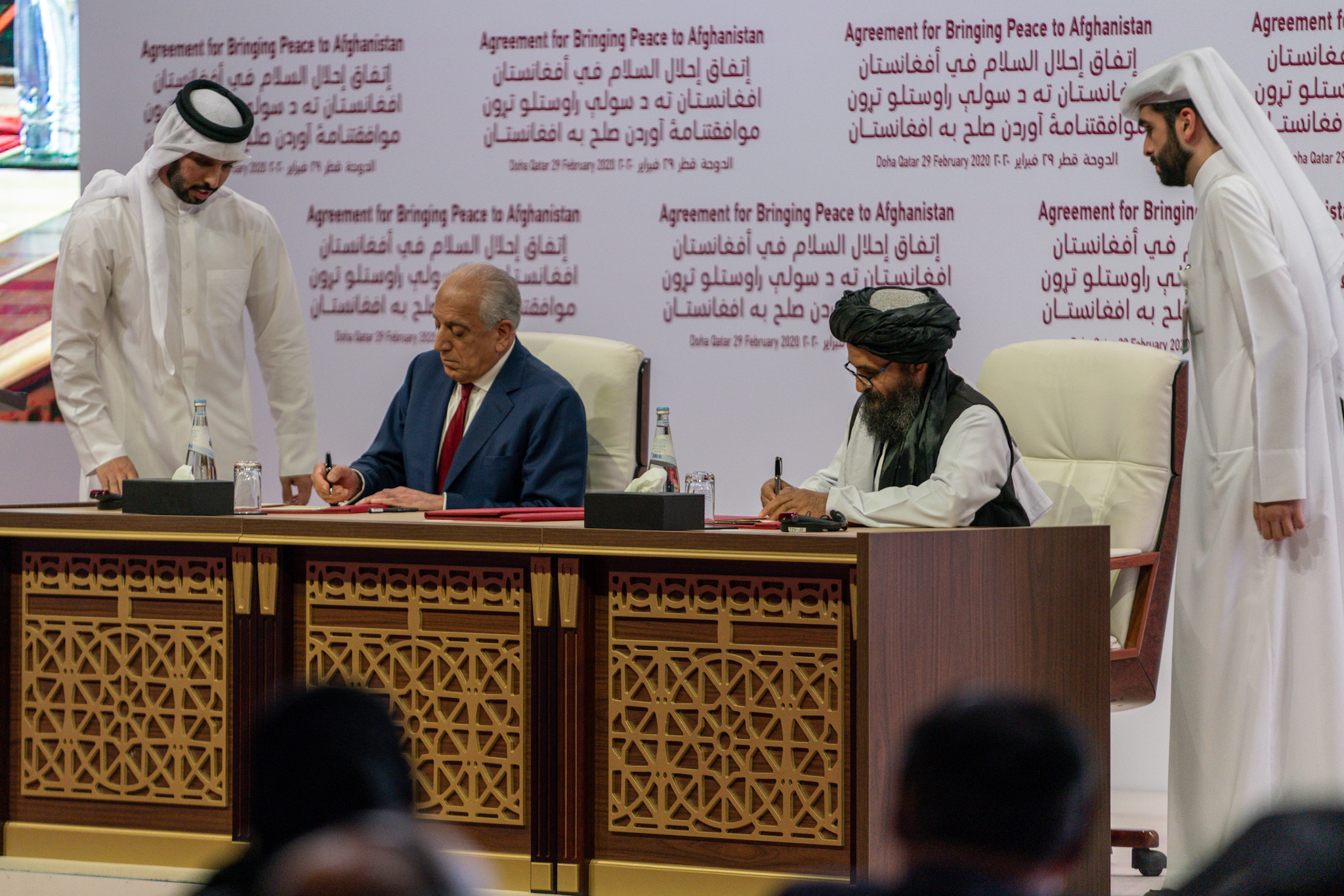
ملا برادر آخند در حال امضای پیمان صلح با زلمی خلیل‌زاد نماینده ویژه آمریکا در حضور وزیر امور خارجه آمریکا

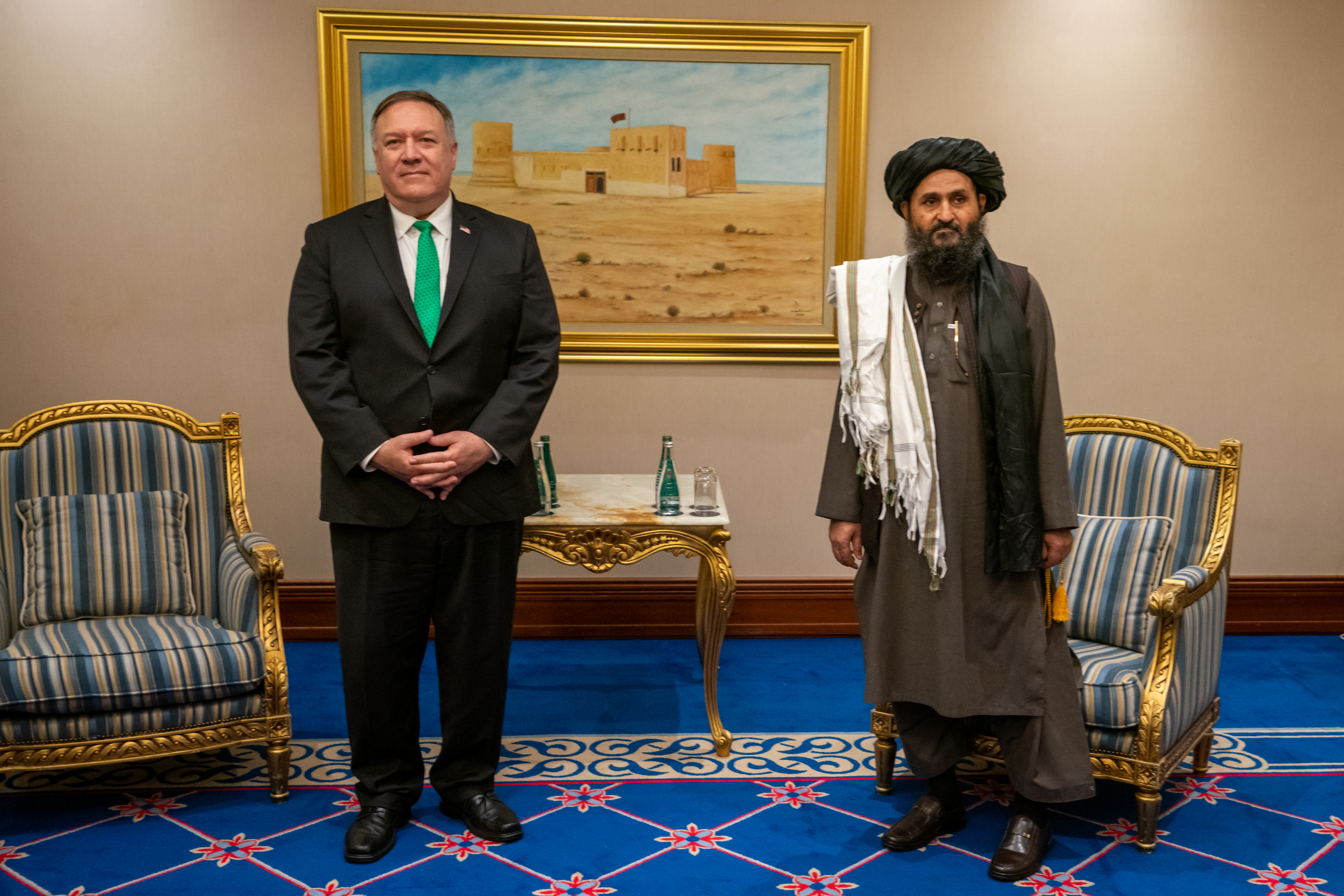
ملا برادر در دیدار با مایک پمپئو، وزیر امور خارجه آمریکا، در دوحه، قطر، ۲۹ فوریه ۲۰۲۰

برادر در سال ۱۹۶۸ در ولسوالی دهراوود ولایت ارزگان در جنوب افغانستان متولد شد. او به طایفه درانی، یکی از طوایف پشتون تعلق دارد. او در دوران نوجوانی با ملا عمر دوست شد و در دهه ۱۹۸۰، به همراه او علیه نیروهای دولتی مورد حمایت شوروی جنگید. لقب «برادر» توسط ملاعمر و به دلیل دوستی نزدیک بین آن‌ها به او داده شده است.

## فعالیت سیاسی
برادر یکی از چهار بنیان‌گذار طالبان در سال ۱۹۹۴ است. او در طول حکومت طالبان بر افغانستان در فاصلهٔ سال‌های ۱۹۹۶ تا ۲۰۰۱، مناصب مختلفی از جمله فرمانداری ولایت هرات و ولایت نیمروز را بر عهده داشته است.
او در زمان حمله آمریکا به افغانستان در سال ۲۰۰۱، معاون وزیر دفاع بود و پس از سقوط حکومت طالبان، او به معاونت ملا محمد عمر رهبر طالبان رسید. او به عنوان مذاکره‌کننده در گفتگوهای صلح در دوحه قطر و رهبر ارشد سیاسی طالبان نقش ایفا کرده است. برادر در سال ۲۰۱۰ توسط گروهی از نیروهای سازمان اطلاعات نظامی پاکستان و سازمان سی‌آی‌ای، در پاکستان دستگیر و زندانی شد اما در سال ۲۰۱۸ به درخواست دولت آمریکا آزاد شد تا نمایندگی طالبان در مذاکرات صلح را بر عهده بگیرد.

## پس از آزادی
برادر پس از آزادی از زندان، مسؤول دفتر دیپلماتیک طالبان در دوحه شد. او در فوریه ۲۰۲۰ به نمایندگی از طالبان، توافقنامه دوحه مبنی بر خروج نظامیان آمریکایی از افغانستان را امضا کرد. وی پس از امضای توافق صلح، با دونالد ترامپ رئیس‌جمهور وقت آمریکا گفتگو کرد و اولین رهبر طالبان شد که مستقیماً با رئیس‌جمهور آمریکا ارتباط برقرار کرده است. او همچنین در ژانویهٔ ۲۰۲۱، در رأس هیئتی از طالبان پس از سفر به تهران، با جواد ظریف، وزیر خارجه جمهوری اسلامی دیدار و در مورد تشکیل یک «حکومت فراگیر اسلامی» در افغانستان گفتگو کرد. ملا برادر در ۲۸ ژوئیه ۲۰۲۱ در سفر به چین در تیانجین با وانگ یی وزیر امور خارجه چین دیدار کرد.
پس از فرار اشرف غنی رئیس‌جمهور افغانستان و سقوط کابل در اوت ۲۰۲۱، برادر نطقی خطاب به این کشور ایراد کرد. شایعات حاکی از آن بودند که او رئیس‌جمهور افغانستان در دوران تسلط مجدد طالبان خواهد بود. ملا برادر در ۱۷ اوت ۲۰۲۱، سه روز پس از تصرف کابل به دست طالبان وارد قندهار افغانستان شد. در ۲۳ اوت برادر در کابل با ویلیام برنز اداره‌کننده سازمان اطلاعات مرکزی که حامل پیام شخصی جو بایدن رئیس‌جمهور آمریکا بود، ملاقات کرد. پس از اعلام کابینه سرپرست طالبان، برادر به عنوان سرپرست معاون ریاست الوزرا معرفی شد.

### افتخارات
در ۱۵ سپتامبر ۲۰۲۱، برادر در فهرست «۱۰۰ شخص تأثیرگذار در سال ۲۰۲۱» مجله تایم در گروه رهبران جای گرفت.